# پاتریس شرو
پاتریس شرو (به فرانسوی: Patrice Chéreau)، (زاده ۲ نوامبر ۱۹۴۴ - درگذشته ۷ اکتبر ۲۰۱۳) کارگردان فرانسوی سینما، تئاتر و اپرا بود.

## زندگی‌نامه
شروع کار خود را از نوجوانی با بازی در تئاتر آغاز کرد و بسیار جوان بود که نخستین نمایش خود را کارگردانی کرد. او در اواخر دهه ۱۹۶۰ نخستین اپرای خود را رو صحنه برد و از میانه دهه ۱۹۷۰ کارگردانی فیلم را آغاز کرد.
ملکه مارگو که بر اساس داستانی به همین نام نوشته الکساندر دوما در سال ۱۹۹۴ ساخته شده، برنده جایزه هیئت داوران جشنواره فیلم کن شد و برای اسکار نیز نامزد دریافت جایزه بود.
در این فیلم ایزابل آجانی، نقش جوانی ملکه مارگو را بازی می‌کند که باید تن به ازدواجی اجباری دهد.
نزدیکی فیلم دیگری از شرو است که برای آن جایزه خرس طلایی جشنواره فیلم برلین را در سال ۲۰۰۱ به دست آورد.
در پی یک دوره طولانی بیماری در سن ۶۸ سالگی درگذشت.
در واکنش به درگذشت شرو، فرانسوا اولاند، رئیس‌جمهور فرانسه در بیانیه ای گفت: «دنیای فرهنگ عزادار شد. فرانسه یک هنرمند را از دست داد که افتخاری در سراسر جهان بود.»

## فیلم‌شناسی
کارگردان
- ۱۹۷۴: جسم ارکیده
- ۱۹۷۸: جودیت ترپاو
- ۱۹۸۳: مرد زخمی
- ۱۹۸۷: هتل فرانسه
- ۱۹۹۱: ضد فراموشی
- ۱۹۹۴: ملکه مارگو
- ۱۹۹۸: کسانی که مرا دوست دارند قطار را خواهند گرفت
- ۲۰۰۰: صمیمیت
- ۲۰۰۳ برادرش
- ۲۰۰۵: گابریل
- ۲۰۰۹: آزار و اذیت

فیلمنامه‌نویس
- ۱۹۷۴ جسم ارکیده (نوشته شده با ژان کلود کاریر)

۱۹*۷۸ جودیت ترپاو (نوشته شده با ژرژ کونچون)
- ۱۹۷۸ قصه‌های هافمن (اقتباس تلویزیونی)

۱۹*۸۳ مرد زخمی (نوشته شده با هرو گویبرت)
- ۱۹۸۷ هتل فرانسه
- ۱۹۹۴: ملکه مارگو (نوشته شده با دانیل تامپسون)
- ۱۹۹۸: کسانی که مرا دوست دارند قطار را خواهند گرفت (نوشته شده با دانیل تامپسون و پیر تریویدیچ)
- ۲۰۰۰: اینتیمیته (نوشته شده با آن-لوئیز تریویتیک)
- ۲۰۰۳: برادرش (نوشته شده با آن-لوئیز تریویتیک):
- ۲۰۰۵: گابریل (نوشته شده با آن-لوئیز تریویدیس)
- ۲۰۰۹: آزار و اذیت (نوشته شده با آن-لوئیز تریویدیس)

بازیگر
- ۱۹۸۳: دانتون اثر آندری وایدا
- ۱۹۸۵: خداحافظ بناپارت اثر یوسف شاهین
- ۱۹۹۲: آخرین موهیکان اثر مایکل مان
- ۱۹۹۴: جانور نمایش اثر برنارد نیسی
- ۱۹۹۷: لوسی اوبریک اثر کلود بری
- ۱۹۹۹: زمان بازیافته اثر رائول رویتز
- ۲۰۰۲: نزدیک تر به بهشت اثر تونی مارشال
- ۲۰۰۳: زمان گرگ اثر مایکل هانکه